# Jan van Ravesteyn
Jan Antonisz. van Ravesteyn (Den Haag (?), ca. 1572 – aldaar, begraven 21 juni 1657) was een Nederlands portretschilder en tekenaar.
Het is niet bekend wie Van Ravesteyns leraar was, maar hij was een navolger van de uit Delft afkomstige portrettist Michiel Jansz. van Mierevelt. Van Ravesteyn wordt in die stad in 1597 ook een aantal keer vermeld. Van 1598 tot aan zijn dood woonde hij in Den Haag. Het is moeilijk om vast te stellen welke werken aan zijn oeuvre kunnen worden toegeschreven omdat ook zijn broer Anthonie en andere naamgenoten in dezelfde periode actief waren als schilder. Veel bekende personen hebben voor hem geposeerd, terwijl hij ook enkele schutters- en magistraatstukken maakte. In zijn atelier kwamen tal van portretten van leden van de verschillende takken van het Huis Nassau tot stand.
Van Ravesteyn was leraar van Dirck Abrahamsz., Leendert Barthouts, Johannes Harmensz. Borsman, Aelbert Dircksz. Coeppier, Pieter Craen, Jacob Dirksz. van den Enden, Fransise de Goltz, Adriaen Hanneman, Barent Jansz., Thomas Ouwater, Clement Ram, Jan Rassenbourch, Frederick Sonnius, Dirck Verlaer, Jan Pous Voet en Pauwels Willemsz.

## Biografie
Van Ravesteyn behoorde tot een grote familie, waaruit meerdere schilders voortkwamen. Zijn vader Anthonis was glasschilder. In 1598 wordt van Ravesteyn lid van het Haagse Sint-Lucasgilde en ook is bekend dat hij lid was van de Haagse Schutterij. Hij trouwt in 1604 met Anna Arents van Berendrecht. In datzelfde jaar wordt hij vermeld door Karel van Mander in diens boek Schilder-boeck: Ik behoefde ook niet te verzwygen in den Hage een zeer goet Schilder en Conterfyter, Ravestein geheten, die een schoone en goede handeling heeft. In 1608 koopt hij van Maerten Rosa, griffier van den Hoge Raad van Holland, een huis op den hoek van de Papestraat en de Oude Molstraat in Den Haag, om in 1628 te verhuizen naar een ander huis in de laatste straat.
Van Ravesteyn was Rooms-katholiek en zijn naam wordt meerdere malen vermeld als getuige bij plechtigheden in de Katholieke schuilkerk in de Oude Molstraat, onder meer in 1641 bij het huwelijk van zijn dochter Agnes met Willem van Culenborgh. In 1654 betrekt van Ravesteyn in de Nobelstraat een huis naast dat van zijn dochter. Van Ravesteyn treedt in 1656 met meerdere kunstbroeders uit het Sint-Lucasgilde waarna hij in 1656, een jaar voor zijn overlijden, medeoprichter werd van Confrerie Pictura. Toen Antoon van Dyck in Nederland was, schilderde hij een portret van Jan van Ravesteyn, waaruit op te maken valt dat hij in zijn eigen tijd reeds een beroemdheid was. Het geschilderd (zelf)portret van Van Ravesteyn komt tevens voor op het schutters- annex magistraatstuk De magistraat van Den Haag ontvangt de officieren van de schutterij op de Sint Sebastiaansdoelen uit 1618. Hij staat er afgebeeld aan de linkerzijde van het schilderij, op de achterste rij, als vijfde van links. Dit schilderij maakt deel uit van de collectie van het Haags Historisch Museum.
Van Ravesteyn had meerdere kinderen en was de schoonvader van de schilder Adriaen Hanneman, die in 1640 trouwde met zijn dochter Maria. In datzelfde jaar overlijdt zijn vrouw en wordt zij in de Haagse Kloosterkerk begraven. Minstens een van zijn zoons, Arnold van Ravesteyn, trad in zijn voetsporen en werd schilder en zou hem volgen als lid en deken van Confrerie Pictura. Jan van Ravesteyn werd na zijn dood in 1657 begraven in het familiegraf in de Kloosterkerk. Ook zijn schoonzoon Adriaen Hanneman zou later in dit graf worden bijgezet.

## Galerie van werken van Jan van Ravesteyn

Memorietafel van Adriaen van Maeusyenbroeck en Anna Elant. 1618, Utrecht Museum Catharijneconvent

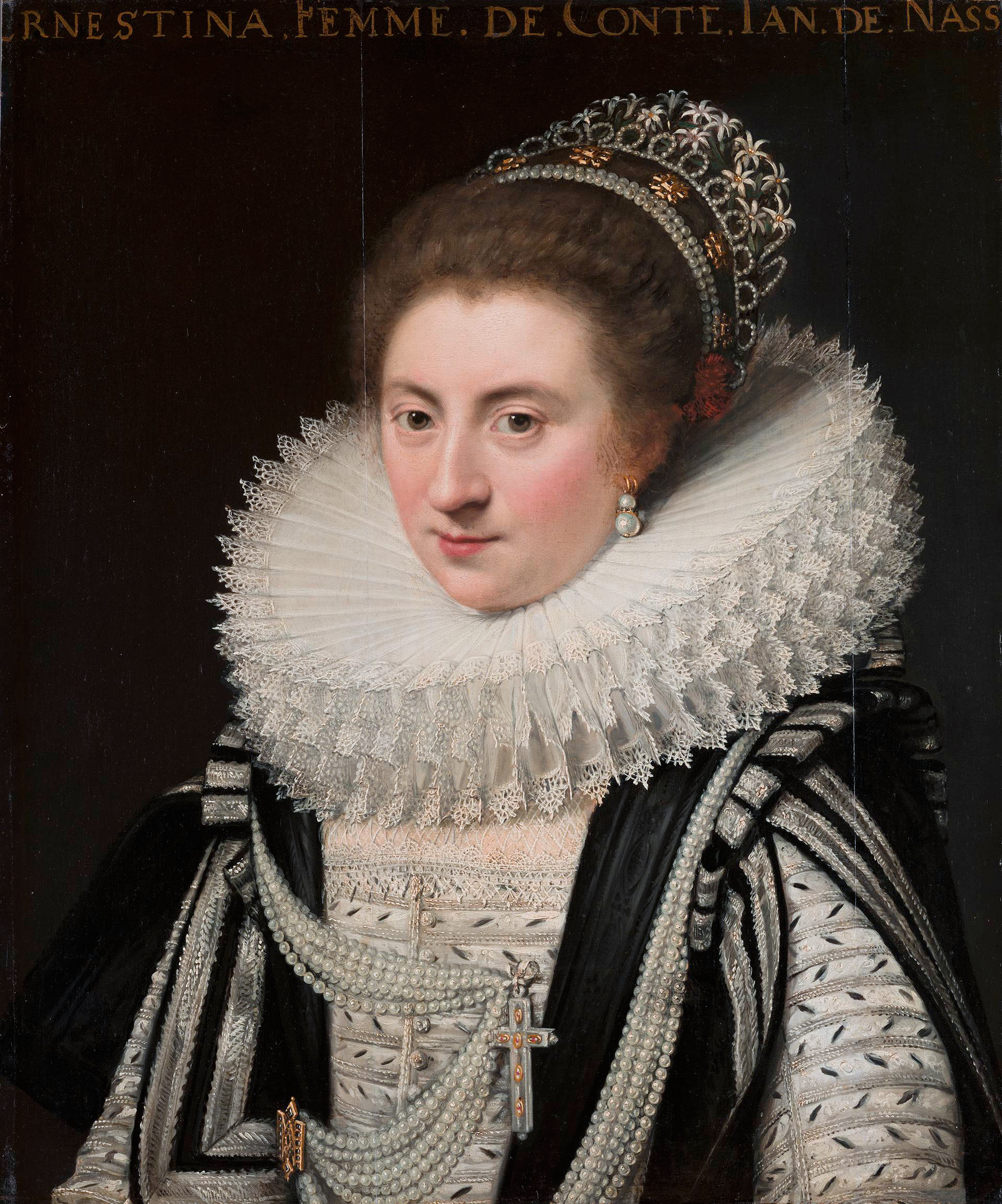
Portret van Ernestine Yolande, prinses van Ligne. Zonder jaar. Den Haag, Mauritshuis
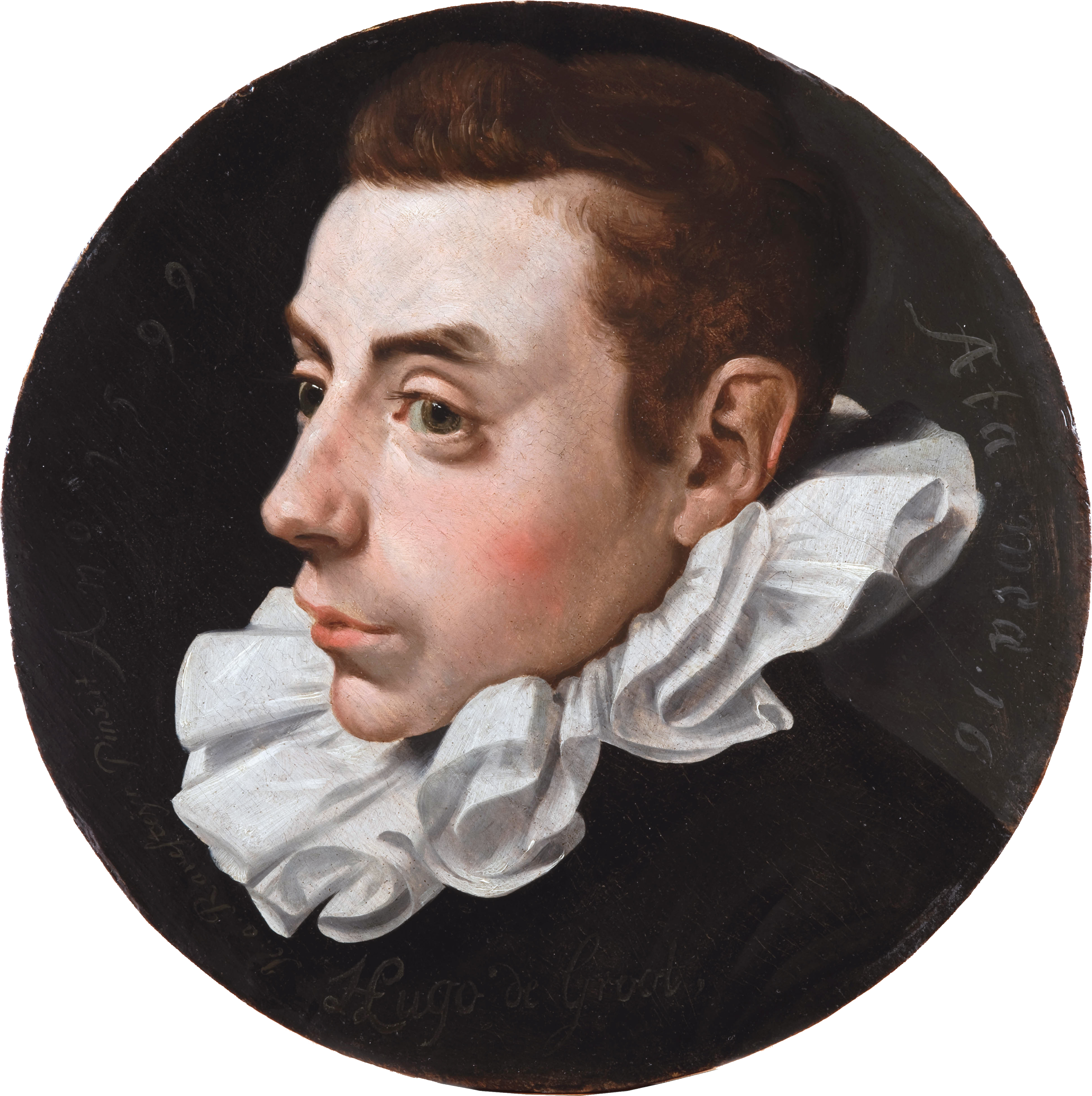
Hugo de Groot op zestienjarige leeftijd. 1599. Olieverf op paneel. 30,5 × 30,5 cm. Parijs, Fondation Custodia
De magistraat van Den Haag ontvangt de officieren van de schutterij op de Sint Sebastiaansdoelen. 1618. Olieverf op doek. 173 x 469 cm. Den Haag, Haags Historisch Museum
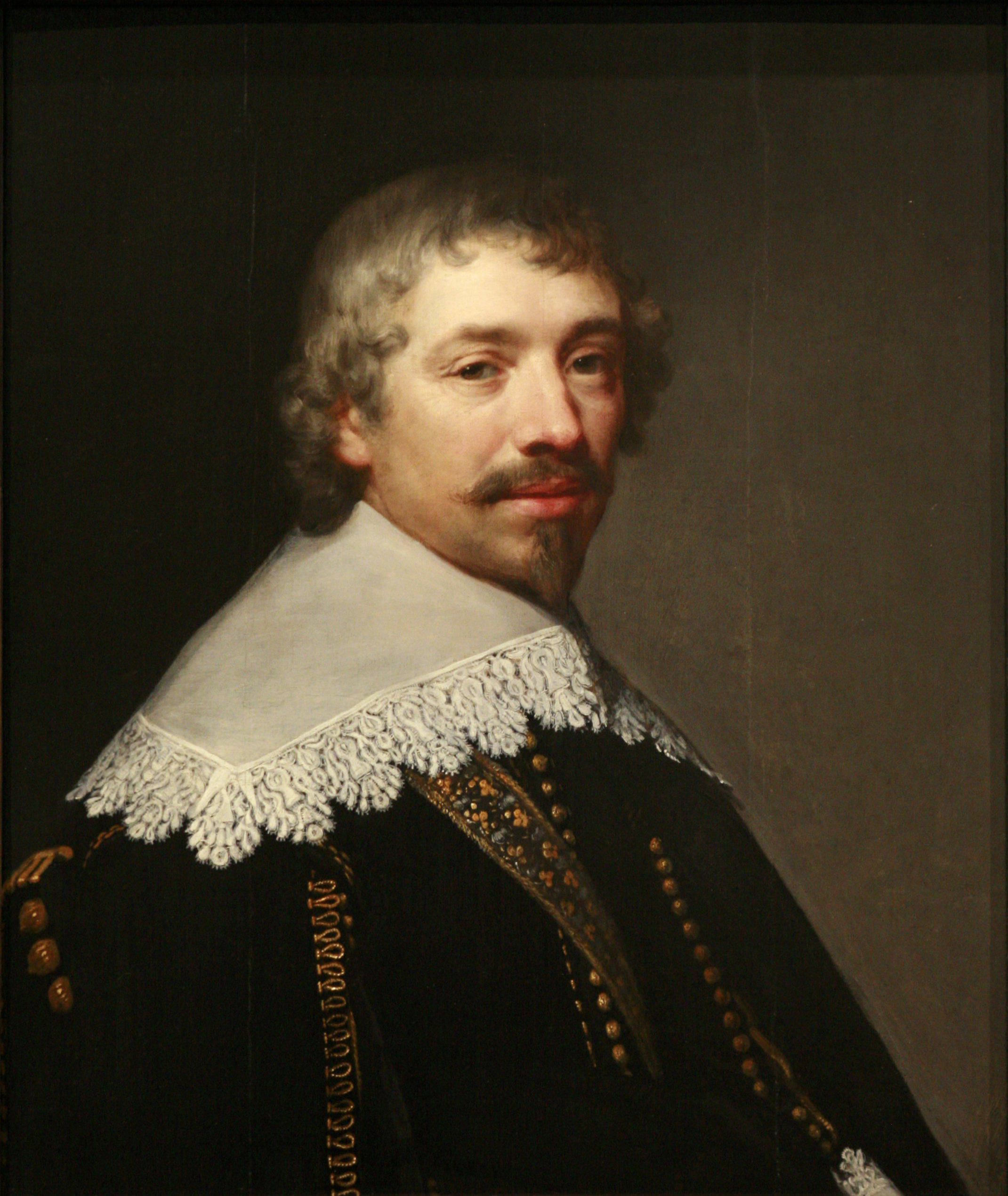
Portret van een man. 1636. Olieverf op paneel. 70 x 62 cm. Straatsburg, Musée des Beaux-Arts
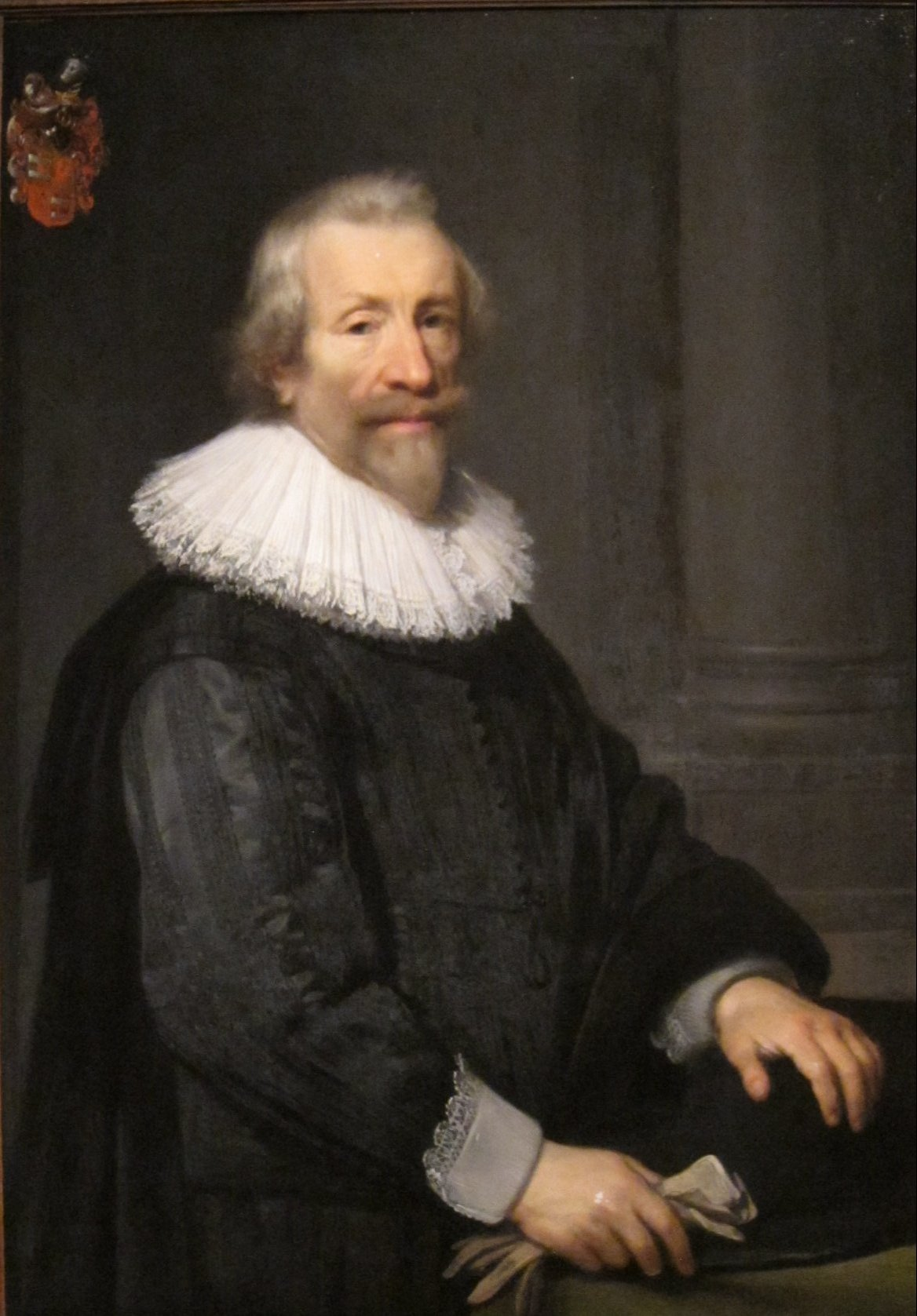
Portret van David De Ruyter. 1639. Olieverf op paneel. Honolulu, Hawaii, Honolulu Museum of Art
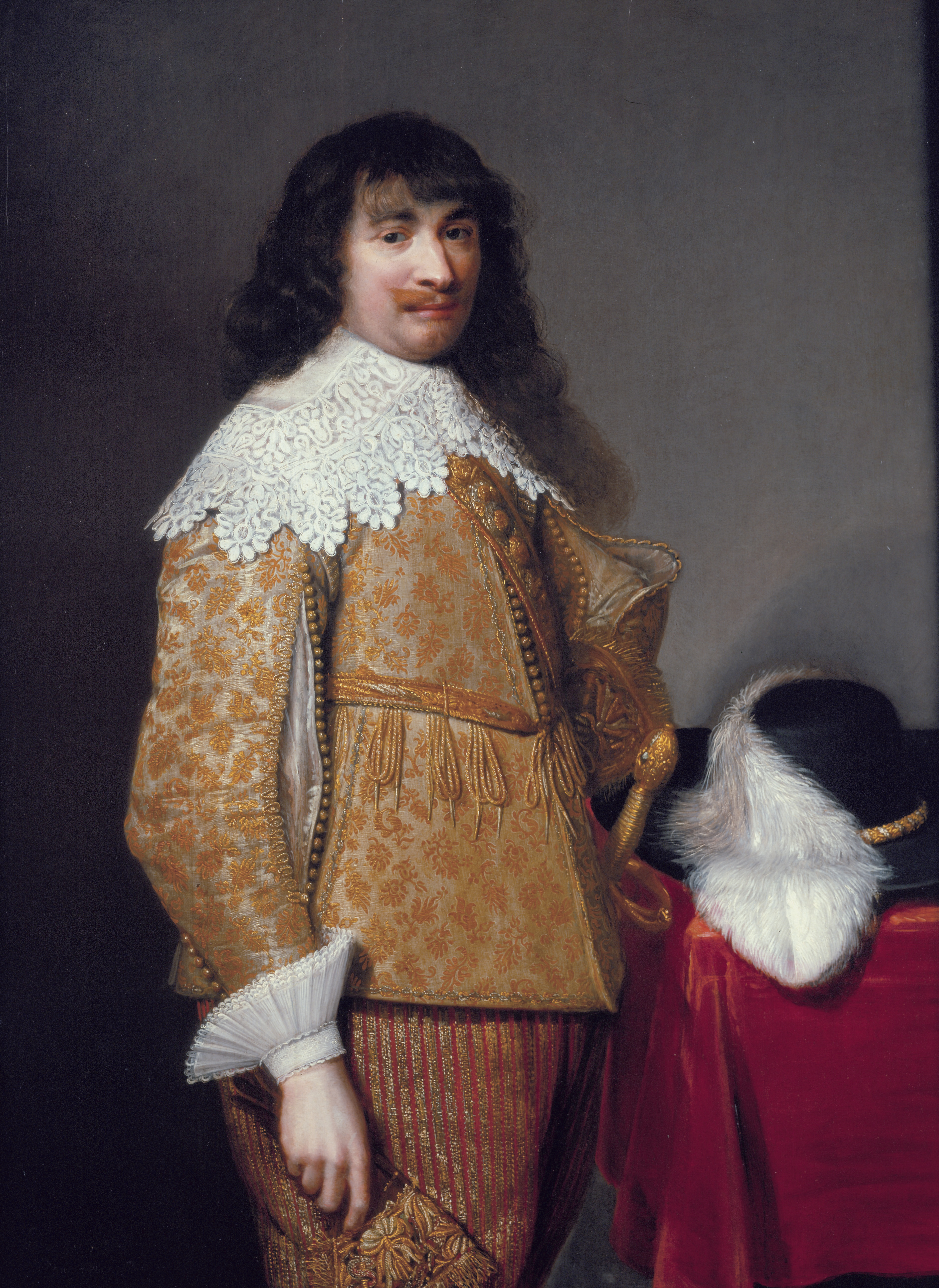
Een onbekende officier, 1634. Weiss Gallery, Londen
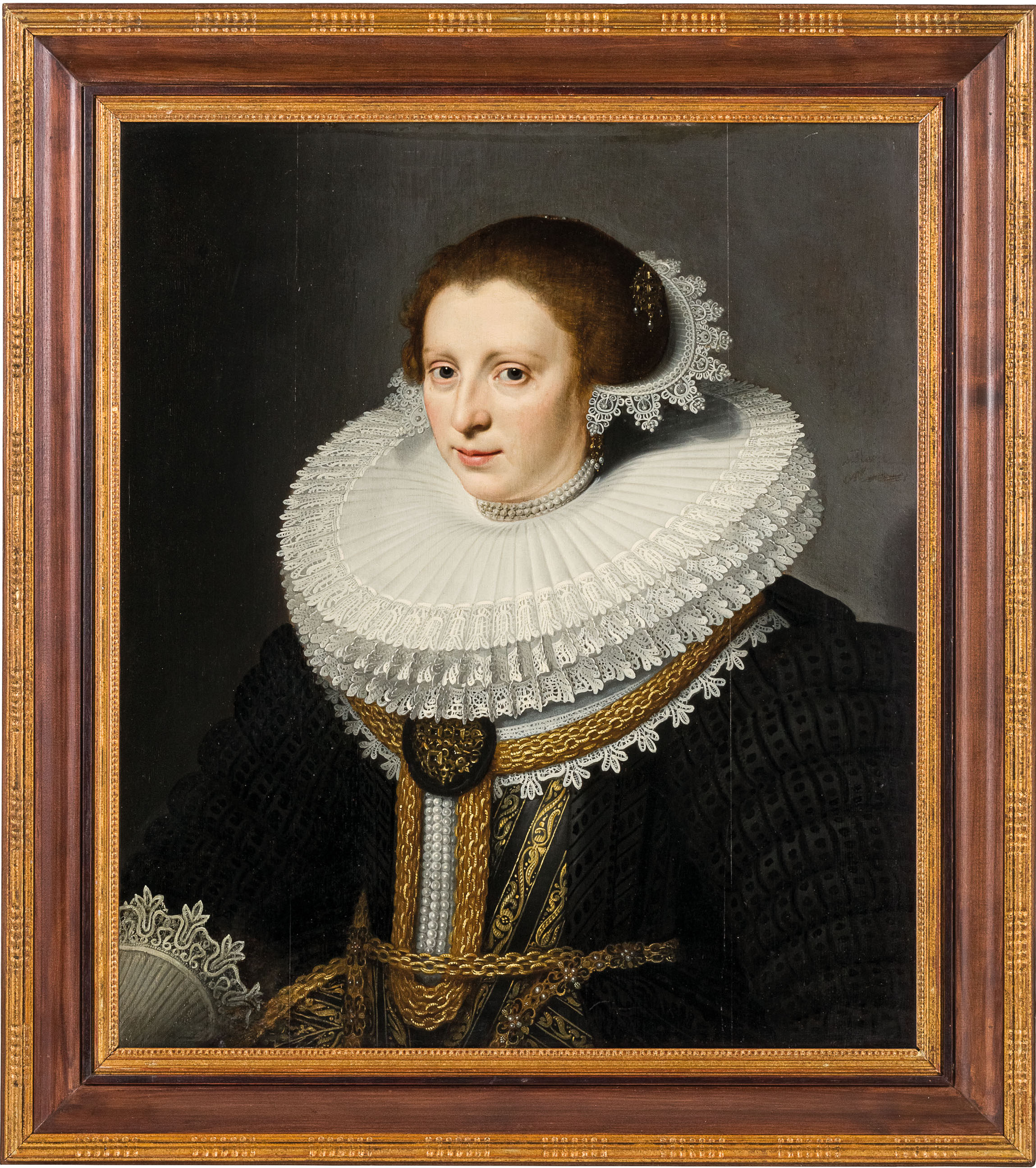
PORTRAIT OF A LADY - JAN ANTHONISZ VAN RAVESTEYN.

- Biblioteca Nacional de España: XX5239995
- Bibliothèque nationale de France: cb149666191 (data)
- Biografisch Portaal: 05373962
- Digitale Bibliotheek voor de Nederlandse Letteren: rave024
- Gemeinsame Normdatei: 132075806
- International Standard Name Identifier: 0000 0000 8151 9074
- KulturNav: a7d59ca5-0856-456a-b37c-93552b1476cf
- Library of Congress Control Number: no2017030368
- Nederlandse Thesaurus van Auteursnamen: 097739979
- RKD-Nederlands Instituut voor Kunstgeschiedenis: 65765
- Système universitaire de documentation: 197954111
- Union List of Artist Names: 500008192
- Virtual International Authority File: 71665391
- WorldCat: E39PBJfRBqJYMJYG6vRCxhqWjC